# 타코피의 원죄
《타코피의 원죄》(일본어: タコピーの原罪 다코피노 겐자이[*])는 타이잔5에 의해 만들어진 일본의 만화 작품이다. 복잡한 가정 사정과 학교에서의 왕따 소녀 시즈카와 문어형 외계생명체 타코피의 교류담이다. 웹 코믹 사이트 《소년 점프+》(슈에이샤)에서 2021년 12월 10일부터 2022년 3월 25일까지 연재되었다. 단기 연재였음에도 불구하고 《소년 점프+》의 에포크 메이킹이 된 작품이 되었다.
2022년 3월 4일에는 코믹스 상권이 발매되어 기념 PV 및 특별 영상 '타코피와 함께'가 공개되었다. 같은 해 4일 4일에 코믹스 하권이 발매되었을 때에는 같은 배역으로 기념 보이스 드라마가 공개되었다.

## 줄거리
2016년, 지구에 해피를 퍼뜨리기 위해 방문한 해피성인(ハッピー星人) 타코피는, 초등학교 4학년 여자아이 쿠제 시즈카에게 어려움을 구원받는다. 그 사례로서 타코피는, 복잡한 환경 아래에서 미소를 잃은 그녀를 행복하게 하기 위해, 해피 별에 전해지는 다양한 '해피 도구'로 문제 해결을 하려고 한다.
한편 시즈카는 학교에서 동급생 키라라자카 마리나에 의한 괴롭힘을 받고 있었다. 그녀의 지지가 되었던 애견 챠피는 타코피가 보고 있지 않은 사이에 모습을 감춰, 시즈카는 타카피로부터 빌린 해피 도구 '정직 리본'을 사용해 목을 매달아 버린다. 자살에 이른 심리적 이유를 이해할 수 없는 타코피는 해피 도구로 과거로 거슬러 올라가, 시즈카와의 나날을 다시 하고, 그녀가 웃는 얼굴을 하기 위해 분투한다.
그러나 시즈카와 함께 학교를 방문한 타코피는 마리나의 역린을 건들어 상황을 악화시켜 버린다. 에스코트하는 괴롭힘을 멈추려고 끊임없이 변신하는 타카피였지만, 무모한 시도임을 깨닫는 결과로 끝났다. 이윽고 마리나는 시즈카를 파멸시키기 위해 집착해, 챠피를 보건소로 보낸다. 그리고 마리나는 확실히 폭행과 폭언을 더하지만, 도우러 간 타코피가 탄력으로 마리나를 박살내 버린다.
시즈카는 현장에 합류한 동급생의 아즈마 나오키를 동료로 끌어들여 타코피의 해피 도구도 사용해 나오키가 생각한 작전 아래, 마리나 살해의 은폐 공작을 실행한다. 지금까지 피해자로 그려진 시즈카는 주위의 인물을 사역하고, 그들을 일회용으로 쓰는 것 같은 행동에 나선다. 사건의 대처에 분주하는 나오키를 옆으로, 시즈카는 여름방학의 계획을 세워, 타코피와 함께 도쿄로 발길을 옮긴다.
시즈카와 타코피는 아버지와 재회하지만, 재혼한 아내와 딸이 있는 아버지는 시즈카를 받아들이지 않고, 챠피도 없었다. 시즈카는 현실 도피로 "그 아이들이 챠피를 먹어 버렸을지도"라고 말하고 타코피에게 "인간을 잡아 위를 조사하는 도구"를 요구한다. 타카피는 시즈카를 멈추려고 하지만 시즈카는 타코피가 더 이상 도움을 주지 않는다고 생각해 돌로 때렸다. 그 때 타코피는 어머니에게 지워진 기억이 되살아난다.
2022년에 처음으로 지구에 왔을 때, 타코피는 마리나를 만났다. 마리나와 나오키는 사귀게 되지만, 나오키가 짝사랑이었던 시즈카와 재회하고, 그녀에게는 나밖에 없으면 마리나와 헤어지려고 한다. 충격을 받은 마리나는 어머니를 죽이고 "초등학교 4학년 때 시즈카를 죽여두면 좋았다"고 말했다. 타코피는 그 소원을 듣고, 시즈카 살해를 위해 2016년으로 가려고 했지만, 어머니에게 해피 별의 가장 소중한 규칙을 어겼다며 기억을 지워져, 원하는 대로 과거에 보내졌다.
모든 것을 떠올린 타코피는, 시즈카와 재회한다. 자신의 생명을 대가로 해피 카메라의 기능을 발동시켜 챠피가 죽기 전의 시간축으로 타임 리프 시킨다. 타코피가 없는 세계에서도 마리나는 시즈카를 괴롭히고 있었지만, 시즈카가 노트에 썼던 문어의 낙서를 보고 두 사람은 타카피를 기억한다. 시즈카와 마리나의 가정 문제는 여전히 해결되지 않았지만, 두 사람은 친구가 되고 이야기는 막을 내린다.

## 등장인물
담당 성우는 애니메이션판/상권 발매 기념 PV·보이스 코믹에서 차례로 표기.
타코피(タコピー)
성우 - 마미야 쿠루미
주인공. 해피 별 출신의 외계 생명체. '타코피'는 시즈카가 지은 이름이며, 해피성인으로서의 본명은 '응우에이누kf'.
해피를 퍼뜨리기 위해 지구에 왔고, 자신의 어려움을 구해준 시즈카에게 은혜를 느끼고, 그녀의 문제를 해결하기 위해 분주한다. 해피 별의 도구인 해피 도구에 의한 현상의 타파를 시도했지만, '악의'라고 하는 것을 해치지 않는 해피 사고 때문에 시즈카의 놓여 있는 상황을 이해할 수 없고, 사태의 진흙 속으로 몰아넣는다.
쿠제 시즈카(久世 しずか)
성우 - 우에다 레이나
히로인. 초등학교 4학년 여자아이. 배고픈 타코피에게 식사를 준 것이 계기가 되어 타코피와 엮긴다.
아버지가 가정을 버리고 도쿄에 거점을 옮겼기 때문에, 물장사를 하는 어머니와 함께 생활에 곤궁한 모자 가정에서 자라, 학교에서는 동급생 키라라자카 마리나에게 괴롭힘을 받는다. 그 때문에 착용하는 옷은 상처를 입었으며, 또한 전신에 멍이 있다.
키라라자카 마리나(雲母坂 まりな)
성우 - 코하라 코노미/쿠로키 호노카
시즈카의 동급생인 여자아이. 또 다른 히로인적 존재.
아버지가 시즈카의 어머니와 관계를 맺고 있어, 아버지가 가정을 돌보지 않게 된 것으로부터 거친 가정 환경에서 지내고 있다. 그 때문에 시즈카에 대해 증오를 가지고, 그녀에게 괴롭힘을 한다.
아즈마 나오키(東 直樹)
성우 - 나가세 안나
시즈카의 동급생인 남자아이. 의사의 가정에서 태어나 성적이 우수하고, 학급 위원장도 맡는다.
반에서 괴롭힘을 받고 있는 시즈카를 은밀하게 신경쓰고 있지만, 그다지 상대하지 않는다. 한편, 타코피에 대해서는 고압적인 태도를 드러낸다.
교육마마인 어머니로부터 받는 속박이나, 더욱 뛰어난 형인 준야에 대한 열등감을 가지고, 스트레스를 가지고 있다.
챠피(チャッピー)
시즈카가 키우는 개. 고독한 시즈카의 유일한 마음의 거처였지만, 제3화에서 시즈카에게 폭행을 가하는 마리나의 손을 물어 보건소로 보내게 된다. 그러나 시즈카는 챠피가 언제 돌아올 수 있도록 목걸이를 자신의 손에 남겨두었다.

## 작풍
본작은 이계의 존재가 일상에 내려서 교류한다는 점에서 《도라에몽》(후지코 F. 후지오)을 떠오르게 하지만, 그 실태는 절망적이라고 평가되어 〈악몽판 도라에몽〉이라고도 표현되었다. 작가 타이잔5 자신도 〈어두운 도라에몽을 하고 싶은 것이 계기〉라고 말했다. 또, 《잘 자, 푼푼》(아사노 이니오)과 분위기가 가까운 것도 지적되었다. 이들의 특징은 《SPY×FAMILY》, 《단다단》 등 동시기의 《소년 점프+》 간판 작품과는 일선을 묘사하고 있어 본작이 다른 모습을 발하는 요인으로 여겨진다.
지구인의 윤리관을 이해할 수 없기 때문에 상황을 악화시키는 타코피는 광기, 본편이나 회상으로 밝혀지는 등장 인물의 배경은 어둠이 깊은 것으로 평가되었다. 전자에 관해서는, 인류의 악성을 모르는 타코피를 중심으로 이야기를 전개함으로써, 인간의 비뚤어짐을 돋보이게 하는 효과가 있다고 한다. 후자의 구체적인 예시로는 마리나의 부모의 거친 부부 관계, 교육을 위한 아즈마가의 압박을 들 수 있다. Real Sound의 스기모토 호타카는 학교와 가정에서는 가해자와 피해자가 바뀐다는 것을 지적하고, "피해와 가해의 연쇄의 인과를 차단하는 어려움에 마주하고 있다"고 평가했다.

## 사회적 평가
2021년 12월 10일부터 《소년 점프+》(슈에이샤)에서 연재 개시했다. 2022년 2월 시점에서, 제1화의 열람수는 270만, 코멘트수는 4000에 올랐다. 그 후 1화당의 열람수는 250만에서 300만을 유지해, 《소년 점프+》의 작품으로 처음으로 하루에 200만 열람을 돌파했다. 최종화는 《소년 점프+》 사상 최초로 300만 열람을 달성한 것이 호소노로부터 밝혀져, 같은 날에 350만 열람을 돌파한 것이 오리콘으로부터 발표되었다. 또, 최종화 공개에 앞서 발표된 토한의 주간 베스트셀러에서는, 《타코피의 원죄》 상권이 제10위에 랭크인했다.
충격적인 전개와 정교한 제작부터 연재 중, SNS에서도 고찰이나 팬 아트의 투고가 이어졌다. 1~3화의 반향은 비교적 작았고, 공개일 트위터 에서의 트윗 수는 5000건에 못 미쳤다. 4화 공개일에는 트윗 수가 크게 뛰어 올라 약 1만 4000건에 달했다. 5~10화 공개일 트윗 수는 1만건 전후로 추이했다. 11화 공개일에 트윗 수가 최고인 1만8000건에 달해 심야 1시 일본 트위터 트렌드에서 '타코피'(タコピー)가 1위를 차지했다. 최종화 공개일의 트윗 수는 약 1만 4000건으로, 완결을 축하하는 팬 아트 투고가 잇따르고, 결말은 긍정적으로 받아졌다.
2022년 5월 20일, 제51회 일본 만화가 협회상 만화가 왕국 톳토리상을 수상. 같은 해 6월 21일에는, 〈제6회 모두가 선택하는 TSUTAYA 코믹 대상〉에서 5위를 획득. 같은 해 12월 12일에는 〈넷 유행어 100 2022〉에서 톱 20 단어상·2위를 획득.
2023년 1월에는 〈만화대상 2023〉에, 2월에는 제27회 데즈카 오사무 문화상의 만화대상 최종 후보에 노미네이트되었다.

## 서지 정보
- 타이잔5 《타코피의 원죄》 슈에이샤 〈점프 코믹스〉, 전 2권
  - 상권 2022년 3월 4일 발매[22], ISBN 978-4-08-883049-0
  - 하권 2022년 4월 4일 발매[23], ISBN 978-4-08-883104-6

## Web 애니메이션
2025년 6월 28일부터 공개되고 있다. 전 6화 예정.

### 스태프
- 원작 - 타이잔5
- 감독·시리즈 구성 - 이이노 신야
- 캐릭터 디자인 - 나가하라 케이타
- 프롭 디자인 - 나카이 안, 10十10
- 2D 웍스 - 아즈마, 10十10
- 미술 감독 - 이타쿠라 사가코
- 색채 설계 - 아키모토 유키
- CG 디렉터 - 모기 쿠니오
- 컬러 스크립트 - 오오타니 아오이
- 촬영 감독 - 와카바야시 유우
- 편집 - 사카모토 쿠미코
- 음향 감독 - 아케타가와 진
- 음악 - 후지사와 요시아키
- 음악 제작 - 도호 뮤직
- 프로듀서 - 스도 코타로
- 애니메이션 프로듀서 - 이가라시 케이
- 애니메이션 제작·프로듀스 협력 - ENISHIYA
- 기획·프로듀스 - TBS
- 제작 - 타코피의 원죄 제작위원회(TBS 텔레비전, 무빅, KLOCKWORX, 토이스 팩토리, 굿 스마일 컴퍼니)

### 주제가
Happy Lucky Chappy(ハッピーラッキーチャッピー)
ano에 의한 오프닝 테마. 작사·작곡은 아노, 편곡은 TAKU INOUE.
유리의 선(がらすの線)
Tele에 의한 엔딩 테마. 작사·작곡·편곡은 타니구치 키타로.
Glass Lines(硝子の線)
Tele에 의한 제6화 엔딩 테마. 작사·작곡·편곡은 타니구치 키타로.

### 에피소드 목록
| 화수 | 제목                                 | 각본        | 그림 콘티     | 연출                        | 작화 감독                                            | 총작화 감독     | 방송일          |
| ---- | ------------------------------------ | ----------- | ------------- | --------------------------- | ---------------------------------------------------- | --------------- | --------------- |
| 1    | 2016年のきみへ 2016년의 너에게       | 이이노 신야 | 이이노 신야   | 이이노 신야                 | 나가하라 케이타                                      | -               | 2025년 6월 28일 |
| 2    | タコピーの救済 타코피의 구제         | 네코다 코우 | 모아앙        | 모아앙                      | 모아앙                                               | 나가하라 케이타 | 7월 5일         |
| 3    | タコピーの告解 타코피의 고해         | 이이노 신야 | 리카          | 리카                        | 리카 아라이 히로토시 이이다 타케시                   | 나가하라 케이타 | 7월 12일        |
| 4    | 東くんの救済 아즈마의 구제           | 네코다 코우 | 오오시마 토야 | 오오시마 토야               | 나카무라 하야테                                      | 나가하라 케이타 | 7월 19일        |
| 5    | 2022年のきみへ 2022년의 너에게       | 네코다 코우 | 모리 히로타카 | 모리 히로타카               | 쵸즈이                                               | 나가하라 케이타 | 7월 26일        |
| 6    | 2016年のきみたちへ 2016년의 너희에게 | 이이노 신야 | 이이노 신야   | 이이노 신야 사코이 마사유키 | 나가하라 케이타 아라이 히로아키 오오시마 토야 모아앙 | 나가하라 케이타 | 8월 2일         |